# Villafranca de Ebro
Villafranca de Ebro és un municipi d'Aragó situat a la província de Saragossa i enquadrat a la comarca de Saragossa. El 2023 tenia 839 habitants.